# 岑範
岑範（1926年1月11日—2008年1月23日），原名岑立範，中國演員、導演，師承香港導演朱石麟和吳祖光。

## 生平
在上海出生，祖籍廣西，與岑毓英有親戚關係。1945年在南京肄業於中央大学經濟系。早年在上海演話劇，1946年到英屬香港投身電影界，做演員，做副導演。
1951年到北京參加中華人民共和國的文藝建設，在吳祖光身邊做副導演，吳祖光執導的京劇電影《洛神》（梅蘭芳、姜妙香主演）、《荒山淚》（程硯秋主演）、《梅蘭芳舞台藝術》的副導演都是他。
1956年他執導第1部電影《群英會·借東風》（蕭長華、馬連良、譚富英、葉盛蘭、裘盛戎、袁世海主演）。
1962年，他執導越劇電影《紅樓夢》。
他的導演作品還有魯迅原著小說改編的故事片《阿Q正傳》和越劇現代戲電影《祥林嫂》等。
2008年胃癌在上海去世。